# Aberlour Single Malt
Aberlour Single Malt is een Speyside single malt whisky, geproduceerd in de Aberlour Distillery in de Schotse plaats Aberlour.
De distilleerderij is in 1879 opgericht door James Fleming. De huidige eigenaar is Chivas Ltd.
De whisky's uit de distilleerderij worden als 10, 12, 15, 16, 18 en 30 jaar oud geleverd. Verder is er een Cask Strength whisky, A'bunadh genaamd, white oak, casg annamh en de triple cask, allemaal zonder leeftijdsaanduiding.